# Guettarda cobrensis
Guettarda cobrensis är en måreväxtart som beskrevs av Paul Carpenter Standley. Guettarda cobrensis ingår i släktet Guettarda och familjen måreväxter. Inga underarter finns listade i Catalogue of Life.